# Strcmp
En informatique, dans le langage C, strcmp est une fonction de la bibliothèque standard du C déclarée dans le fichier d'en-tête string.h permettant de comparer deux chaînes de caractères.

## Spécification
Le prototype, suivant la norme ISO/CEI 9899:1999, est le suivant :
int strcmp(const char *s1, const char *s2);
strcmp compare lexicalement les deux chaînes caractère par caractère et renvoie 0 si les deux chaînes sont égales, un nombre positif si s1 est lexicographiquement supérieure à s2, et un nombre négatif si s1 est lexicographiquement inférieure à s2.
Une autre variante est strncmp, qui se contente de comparer les caractères des chaînes jusqu'à un index donné ou jusqu'à rencontrer le caractère de fin de l'une des deux chaînes.
Une autre variante courante, ne faisant pas partie du standard C99, stricmp encore appelée strcmpi ou strcasecmp, procède à la même comparaison sans tenir compte de la casse des caractères. Son absence du standard ANSI, bien que définie dans POSIX.1-2001 and 4.4BSD et s'explique par le fait que son comportement est entièrement défini par les paramètres régionaux. Ainsi, par exemple, la présence ou non du caractère É rend ambigüe la conversion en majuscules du caractère é.

## Exemple d'utilisation
```
#include
 
<stdio.h>

#include
 
<stdlib.h>

#include
 
<string.h>

int
      
main
 
(
int
 
argc
,
 
char
 
**
argv
)

{

    
int
  
valeur
;

    
if
 
(
argc
 
<
 
3
)

    
{

        
fprintf
 
(
stderr
,
 
"Comparer lexicalement deux chaînes de caractères
\n
Utilisation: %s chaine1 chaine2
\n
"
,
 
argv
[
0
]);

        
return
 
EXIT_FAILURE
;

    
}

    
valeur
 
=
 
strcmp
 
(
argv
[
1
],
 
argv
[
2
]);

    
if
 
(
valeur
 
<
 
0
)

        
printf
 
(
"'%s' est lexicalement plus petite que '%s'.
\n
"
,
 
argv
[
1
],
 
argv
[
2
]);
 
//A eviter

    
else
 
if
 
(
valeur
 
==
 
0
)

        
printf
 
(
"'%s' et '%s' sont lexicalement égales.
\n
"
,
 
argv
[
1
],
 
argv
[
2
]);
 
// A eviter

    
else

        
printf
 
(
"'%s' est lexicalement plus grande que '%s'.
\n
"
,
 
argv
[
1
],
 
argv
[
2
]);
 
// A eviter

    
return
 
EXIT_SUCCESS
;

}

```

L'exemple ci-dessus affiche à l'écran le résultat de la comparaison des premier et second arguments passés au programme.

## Implémentation
Une possible implémentation de la fonction strcmp pourrait être la suivante :
```
int
 
strcmp
 
(
const
 
char
*
 
s1
,
 
const
 
char
*
 
s2
)

{

    
while
 
(
*
s1
 
!=
 
'\0'
 
&&
 
(
*
s1
 
==
 
*
s2
))
 
{
s1
++
;
 
s2
++
;}

    
return
 
(
*
s1
==*
s2
)
 
?
 
0
 
:
 
(
*
(
unsigned
 
char
 
*
)
s1
 
-
 
*
(
unsigned
 
char
 
*
)
s2
);

}

```

## Optimisation
La plupart des implémentations réelles[Lesquelles ?] de strcmp utilisent diverses astuces pour optimiser le code de la fonction. Par exemple, beaucoup[Qui ?] préfèrent utiliser une soustraction plutôt que l'opérateur ternaire afin d'éviter la perte de temps engendrée par la condition due à l'opérateur ternaire, ?:.
```
return
 
(
*
(
unsigned
 
char
 
*
)
s1
 
-
 
*
(
unsigned
 
char
 
*
)
s2
);

```

Il est à noter que dans un tel cas, la fonction strcmp ne se contente pas de renvoyer -1, 0 et +1, mais peut également renvoyer n'importe quel entier positif ou négatif.
Une autre optimisation courante est l'utilisation d'une macro testant l'égalité du premier caractère de chaque chaîne, et ne faisant appel à strcmp que si le premier caractère des deux chaînes est égal.
```
#define FAST_STRCMP(x, y)  (*(x) != *(y) ? \

    ((unsigned char) *(x) - (unsigned char) *(y)) : \

    strcmp((x), (y)))

```

Cela permet notamment d'éviter un appel à la fonction lorsque c'est possible, et donc de gagner un peu de temps. Cependant, du temps peut également être perdu si les chaînes à comparer sont presque semblables.
Cependant, certains compilateurs C possèdent de base une implémentation optimisée de la fonction strcmp en assembleur afin de rendre encore plus rapide son exécution. Cela rend généralement inutile toute tentative d'optimisation de l'implémentation C de la fonction.